# Litsea papillosa
Litsea papillosa är en lagerväxtart som beskrevs av C. K. Allen. Litsea papillosa ingår i släktet Litsea och familjen lagerväxter. Inga underarter finns listade i Catalogue of Life.